# Ilha Martín García

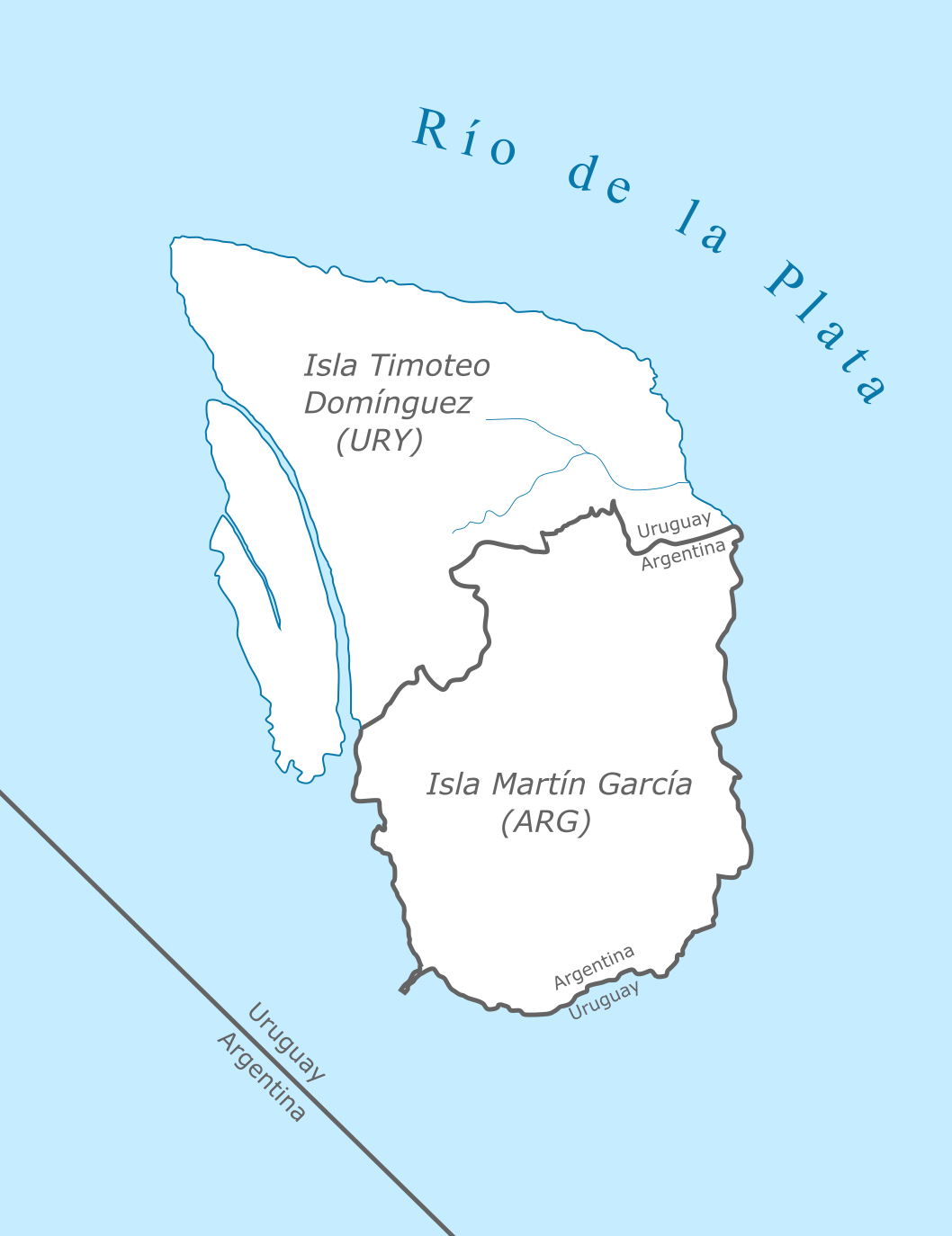

A ilha Martín García é um território da Argentina rodeado de águas uruguaias no rio da Prata. Foi integrada ao partido de La Plata sob controle direto do Departamento de Ilhas do Ministério de Governo, encarregado da administração da ilha, e do Ministério de Assuntos Agrários, que tem a atribuição de preservar a flora e a fauna. Constitui-se numa reserva natural de uso múltiplo.
A ilha se encontra bem perto da estratégica confluência do rio Uruguai com o rio da Prata. Poucos metros ao norte da ilha se encontrava a ilhota Timoteo Domínguez, antigamente chamada Punta Bauzá pela Argentina, que disputava sua posse. Por causa da sedimentação aluvional, a ilhota acabou unindo-se à Martín Garcia.
O acordo de 18 de junho de 1988, entre os governos do Uruguai e da Argentina, demarcou uma fronteira seca na ilha, então chamada Martín García-Timoteo Domínguez.
À frente da ilha, distante 8 km, está a pequena localidade uruguaia de Martín Chico.